# Neolitsea poilanei
Neolitsea poilanei är en lagerväxtart som beskrevs av H. Liou. Neolitsea poilanei ingår i släktet Neolitsea och familjen lagerväxter. Inga underarter finns listade i Catalogue of Life.